# Mizda
Mizda oder Mesda (seltener Mizdah, arabisch مزدة Mizda) ist eine Oasenstadt im Distrikt Gebel el Garbi in Libyen. Die Stadt befindet sich 454 m über dem Meeresspiegel und liegt rund 150 km südlich der Landeshauptstadt Tripolis.

## Lage
Mizda liegt in der Ebene des Oberen Sofeggin, eine Halbwüste, die von Kies- und Geröllfeldern (Hammada) geprägt ist. Das breite, sandige Becken des hier verlaufenden Wadi Sofeggin ist das bedeutendste und größte Trockental Tripolitaniens und bildet mit seinen vielen Nebenarmen ein unüberschaubares Flusssystem. Es reicht von der Stadt az-Zintan im Hochland des Dschabal Nafusa hinab nach Süden. Hier beginnt eine mächtige, teils von weiten Trockentälern durchzogenen Steilstufe, die letztlich zum Fessan hin abfällt. Auf dieser Stufe verläuft das Wadi Sofeggin in einem halbmondförmigen Bogen entlang der Süd- und Südostseite des Nafusa-Gebirgszugs bis in die küstennahe Ebene und nach Misrata.

## Vegetation
Zur Vegetation des Oberen Sofeggin zählen Büsche und Wüstensträucher, deren Vorkommen sich in den Überschwemmungsgebieten der Wadis verdichtet. Auch einige Bäume wie vorwiegend Akazien und Tamarisken haben die Abholzung durch Köhler im neunzehnten und frühen zwanzigsten Jahrhundert überlebt. Die Trockentäler leiten das zeitweise aus dem Nafusa-Gebirge kommende Regenwasser in den Süden des Berglandes und ermöglichen dort die Bildung von Oasen.

## Geschichte

### Römische Kaiserzeit und Spätantike (3. Jahrhundert bis 533)
In römischer Zeit befand sich hier mutmaßlich ein Grenzkastell des tripolitanischen Limes. Eindeutige Funde sind in diese Zeit datiert. Eine wichtige römische Grenzstraße führte spätestens seit dem 3. Jahrhundert n. Chr. aus az-Zintan hinab nach Mizda. Entlang dieser Straße fanden sich mehrere römische Meilensteine, die während der Regierungszeit des Kaisers Caracalla (211–217) errichtet wurden. Bereits in dieser Zeit oder etwas später entstanden burgusartige Kleinfestungen entlang dieser Straße. Sie sollten Einfälle der Barbaren (viam incursionibus Barbarorum) verhindern. Südlich von Mizda verlängerte sich die Straße bis in den Fessan und die Sahara. Schon damals war die Oase ein wichtiges Zentrum des Nord-Süd-Handels.
Während der Spätantike und darüber hinaus bildete sich um Mizda eine christliche Gemeinde. Nahe bei Mizda in Chafagi Aamer wurden die Reste einer Kirche archäologisch untersucht. Zusammen mit der bereits vorher zwar bekannten, aber erst 1989 ergrabenen Kirche von Souk el Oti (el Awty) sind diese beiden Kirchen die einzigen bisher bekannten in der libyschen Halbwüste. Sie stehen beispielhaft für den typisch tripolitanischen Kirchenbau während der vorbyzantinischen Epoche, die mit der Rückeroberung Tripolitaniens ab 533 n. Chr. endete.

### Osmanische Zeit (1551 bis 1912)
Nach der Eroberung Libyens durch die Osmanen im Jahr 1551 errichteten die neuen Machthaber unmittelbar westlich der Altstadt auf einem Hügel eine Festung. Das Haus des deutschen Afrikaforschers Heinrich Barth (1821–1865), der hier auf seinem Weg nach Süden mit einer englisch-deutschen Expedition Station machte und in der Umgebung unter anderem antike Baureste beschrieb, ist bis heute erhalten. Ein weiteres Mitglied dieser Expedition war Adolf Overweg (1822–1852). Am 7. April 1850 kamen die Forscher in der kleinen Oase mit ein paar hundert Einwohnern an. Die Oase, immer noch ein wichtiges Karawanenzentrum, bestand damals aus zwei Ortsteilen und war von rund 200 Dattelpalmen sowie einigen Gersten- und Weizenfeldern umgeben. Beide Ortsteile waren getrennt voneinander festungsartig ausgebaut. Sie umgab je eine Doppelmauer mit mehreren Türmen und Schießscharten. Vor der Türkenzeit sollen sich die beiden Orte fortwährend bekriegt haben. Die Forscher berichteten auch über die mit 400 Mann belegte osmanische Festung. Ihr Zweck war, die Bewohner der Region zu überwachen. In ihrer einzigen Bastion standen drei Kanonen.

### Italienische Besatzungszeit (1913 bis 1943)
Nach der Vertreibung der Türken (1911–1912) richteten sich die italienischen Sieger in Tripolitanien ein. Die Besetzung Mizdas erfolgte im Juli 1913. Anschließend entstand weiter südlich der Altstadt ein Fort. Im Mauerwerk dieser Garnison konnten Archäologen nach dem Zweiten Weltkrieg einige römische Spolien entdecken, von denen zwei auch beschädigte Inschriften trugen.
Das Osmanische Reich fand sich nicht mit dem Verlust Tripolitaniens ab. Es förderte daher die rebellischen sufistisch-islamischen Senussi-Bruderschaften, die bisher gegen den Einfluss Konstantinopels vorgegangen waren. Ein Bündnis wurde geschlossen, dem es in der Folge gelang, die während des Ersten Weltkrieges in Europa gebundenen italienischen Streitkräfte zu überwinden und fast das gesamte libysche Territorium zu erobern. Auch Mizda fiel zeitweise an die neue islamische Allianz. Es gelang den Italienern jedoch, den Oasenort im Februar 1924 zurückzuerobern. Als wichtiger Garnisonsstützpunkt am Rande der Sahara sollte Mizda nach der Errichtung der faschistischen Kolonie Italienisch-Libyen (1934–1943) eine Bahnlinie erhalten, deren Beginn in Tripolis geplant war. Dieses Projekt ging nie über die Planungsphase hinaus.
Am 20. Januar 1943 wurde die italienische Garnison von Mizda während des Afrikafeldzugs (1940–1943) nach schwerem Kampf durch motorisierte Einheiten der Forces françaises libres unter Oberstleutnant Louis Dio (1908–1994) besiegt. Die Italiener sollten die alliierten Streitkräfte aufhalten, um deren Vormarsch in Richtung Dschabal Nafusa zu verhindern. Am darauffolgenden Tag marschierten die Alliierten in den Ort ein. Dabei konnten große Mengen an feindlichem Material erbeutet werden.

### Gegenwart
Zwischen 2001 und 2007 war Mizda die Hauptstadt des anschließend aufgelösten Munizips Mizda. Heute ist diese Verwaltungseinheit der Kernbestandteil des neugegründeten Munizips al-Dschabal al-Gharbi. In Mizda leben viele Stammesangehörige der Awlad Busayf. Nach dem libyschen Bürgerkrieg 2011 fanden hier auch vertriebene Stammesangehörige der Mashashiya, deren Häuser zerstört wurden, weil ihnen Loyalität zu dem 2011 gestürzten Diktator Muammar al-Gaddafi vorgeworfen wurde, Zuflucht. Die Stadt wurde deshalb 2012 und 2013 von Milizen aus Sintan angegriffen, wobei es insgesamt 120 Tote gab. Munitionsexperten von Human Rights Watch fanden im März 2012 an unterschiedlichen Stellen in Mizda zwei verschiedene Arten der von vielen Ländern geächteten Streumunition in noch funktionsfähigem Zustand. Diese stammte aus Munitionsbunkern der Armeekaserne in Mizda, die sich westlich der Stadt befindet. Die Munition war während der NATO-Luftangriffe auf Libyen 2011 aus der Kaserne gekommen.
Mizda besitzt eine Tankstelle und einige Gaststätten.

## Einwohnerentwicklung
Um 1933 lebten im Oasendorf Mizda rund 1000 Menschen. Zwischen den Volkszählungen von 1963 und 1973 stieg die Einwohnerzahl von 6.213 auf 11.472. Während der Volkszählung von 1984 lebten 11.510 Bewohner in Mizda. Bis 2003 hatte sich deren Zahl auf 24.363 Einwohner erhöht.

## Persönlichkeiten
- Ahmed es-Sunni, (*um 1890), Freiheitskämpfer
- Ahmed Fagih (* 1942), Autor und Journalist[24]
- Abd as-Salam Dschallud (* 1944), Premierminister